# Толве
Толве (итал. Tolve) је насеље у Италији у округу Потенца, региону Базиликата.
Према процени из 2011. у насељу је живело 3361 становника. Насеље се налази на надморској висини од 504 м.

## Становништво
Према резултатима пописа становништва 2011. у општини је живело 3.361 становника.
| 1931. | 1936. | 1951. | 1961. | 1971. | 1981. | 1991. | 2001. | 2011. |
| ----- | ----- | ----- | ----- | ----- | ----- | ----- | ----- | ----- |
| 4.963 | 5.027 | 5.531 | 5.230 | 4.341 | 3.958 | 3.766 | 3.620 | 3.361 |

## Партнерски градови
- Кјери